# ترویزو برشانو
ترویزو برشانو (به ایتالیایی: Treviso Bresciano) یک کومونه در ایتالیا است که در استان برشا واقع شده‌است. ترویزو برشانو ۱۷ کیلومتر مربع مساحت و ۵۶۰ نفر جمعیت دارد.